# Deutsche Privatschule (Tsumeb)
Die Deutsche Privatschule (englisch German Private School) ist ein historisches Schulgebäude in Tsumeb in der Region Oshikoto in Namibia. Es ist seit dem 15. Februar 1990 ein Nationales Denkmal.
Der Bau geht auf eine Initiative des Missionars Ferdinand Lang zurück, der die erste Schule in der alten Kegelbahn des Minen-Hotels um 1912 einrichtete. Drei Jahre später wurde das Schulgebäude gebaut; finanziert durch Spenden in Höhe von 15.000 Mark. Das Steingebäude wurde 1920 um weitere Räume erweitert. Das Gebäude diente 23 deutschen Kindern aufgrund des Ersten Weltkrieges nur kurze Zeit als Schule, ehe es 1918 in ein Militärkrankenhaus umgewandelt wurde. Ab 1920 wurde es erneut als Schule für bis zu 100 Schüler genutzt, ehe diese 1950 schließen musste. Seit 1975 wird das Gebäude als Museum von Tsumeb genutzt.